# Canestera marshalli
Canestera marshalli är en skalbaggsart som beskrevs av Saylor 1938. Canestera marshalli ingår i släktet Canestera och familjen Melolonthidae. Inga underarter finns listade.